# اشان هولگیت
اشان هولگیت (انگلیسی: Ashan Holgate؛ زادهٔ ۹ نوامبر ۱۹۸۶) بازیکن فوتبال اهل بریتانیا است.
از باشگاه‌هایی که در آن بازی کرده‌است می‌توان به باشگاه فوتبال سایرون‌سستر تاون، باشگاه فوتبال میدنهد یونایتد، باشگاه فوتبال چیپنهام تاون، باشگاه فوتبال نیوپورت کانتی، باشگاه فوتبال سالزبری سیتی، باشگاه فوتبال سوئیندون تاون، باشگاه فوتبال آکسفورد سیتی، باشگاه فوتبال ایستلی، باشگاه فوتبال مکلسفیلد تاون، باشگاه فوتبال وستون سوپر مار، و باشگاه فوتبال بیزینگ‌استوک تاون اشاره کرد.